# Bon Jakh
Bon Jakh (persiska: بن جخ) är en ort i Iran.   Den ligger i provinsen Khorasan, i den nordöstra delen av landet, 500 km öster om huvudstaden Teheran. Bon Jakh ligger 1 372 meter över havet och antalet invånare är 124.
Terrängen runt Bon Jakh är huvudsakligen kuperad, men åt sydost är den platt. Runt Bon Jakh är det ganska glesbefolkat, med 29 invånare per kvadratkilometer. Närmaste större samhälle är Chāh-e Setāreh, 19,1 km sydväst om Bon Jakh. Trakten runt Bon Jakh består i huvudsak av gräsmarker.